# I Kissed a Girl
"I Kissed a Girl" é o primeiro single da cantora americana Katy Perry. A canção é o primeiro single de seu segundo álbum de estúdio - e o primeiro sob o nome artístico "Katy Perry" -, One of the Boys (2008). A canção foi número um na Billboard Hot 100 e permaneceu no topo durante 7 semanas consecutivas, sendo esse o primeiro feito da cantora. "I Kissed a Girl" também alcançou o topo da parada de sucessos da Austrália e do Canadá. O single já recebeu uma certificação de Disco de Platina no Brasil, devido a mais de 500 mil downloads pagos, segundo a ABPD.O single vendeu mais de 11 milhões de cópias mundialmente.
A inspiração para compor a música, segundo a cantora, veio de uma conversa com seu então namorado (Travie McCoy, vocalista da banda Gym Class Heroes) em que a cantora disse que se a famosa atriz e cantora norte-americana Scarlett Johansson lhe pedisse um beijo, ela o daria com gosto. O comentário estende-se também a Miley Cyrus. Nesta canção a cantora fala sobre uma garota heterossexual que experimenta, pela primeira vez, o beijo de outra menina.

## Videoclipe
O videoclipe estreou no dia 16 de maio de 2008 no YouTube no canal da Capitol Music e contou com direção de Kinga Burza; apesar de ter vazado uma versão de baixa qualidade na internet, o videoclipe oficial teve mais de 130 milhões de acessos. Ele tem pouco mais de três minutos e mostra Perry inicialmente deitada em uma cama com um gato e depois em meio a outras garotas soltando trechos da letra da música. O videoclipe também teve a participação da cantora Kesha. No final ela acorda ao lado de seu namorado e descobre que tudo foi só um sonho. O videoclipe ganhou o prêmio de Melhor Vídeo Pop no MTV Video Music Awards Japan de 2009.

## Polêmica
Pela temática de supostamente fazer apologia ao uso de álcool e a homossexualidade, um professor, segundo reportagem do Jornal Hoje, foi demitido pelo uso desta música em uma aula de inglês em uma escola pública do Distrito Federal onde foi considerado que a música era imprópria para alunos entre 6 a 12 anos de idade.

## Versões
- iTunes Single

1. I Kissed a Girl (Versão Single) - 3:00

- Versões Oficiais

1. I Kissed a Girl (Versão Single) - 3:00
2. I Kissed a Girl (Versão do Álbum) - 2:59
3. I Kissed a Girl (Dr. Luke Remix) - 3:31
4. I Kissed a Girl (Dance Club Remix) - 4:26
5. I Kissed a Girl (DJ Cobra & Jess Jackson Remix) - 5:17
6. I Kissed a Girl (House Elektro Remix) - 3:29
7. I Kissed a Girl (Jason Nevins Remix) 3:23